# 金和 (崇禎進士)
金和，字爕之，號繩暘，浙江嘉興府平湖縣人，明朝政治人物，同進士出身。
父金德普，福建通判。崇禎六年癸酉科舉人，十三年（1640年）庚辰科三甲進士，工部觀政，初授溧陽縣知縣，調繁山陽縣，尋歸里。無子，自營丘隴（坟墓），築舍植花果其旁。